# Loma Larga, Querétaro Arteaga
Loma Larga är en ort i Mexiko.   Den ligger i kommunen Pinal de Amoles och delstaten Querétaro Arteaga, i den centrala delen av landet, 190 km norr om huvudstaden Mexico City. Loma Larga ligger 1 839 meter över havet och antalet invånare är 146.
Terrängen runt Loma Larga är kuperad åt nordväst, men åt sydost är den bergig. Terrängen runt Loma Larga sluttar österut. Runt Loma Larga är det ganska tätbefolkat, med 54 invånare per kvadratkilometer. Närmaste större samhälle är Jalpan, 14,8 km nordost om Loma Larga. I omgivningarna runt Loma Larga växer huvudsakligen savannskog.